# Die Liesl von der Post – Klapperstorch
Die Liesl von der Post – Klapperstorch ist ein österreichischer Fernsehfilm aus dem Jahr 2024 mit Katharina Straßer in der Titelrolle, der unter der Regie von Hans Hofer entstand. Dies ist der zweite Krimikomödie der Reihe Die Liesl von der Post. Das Drehbuch von Uli Brée basiert auf dessen gleichnamigen Roman.

## Handlung
Im Tausend-Einwohner-Dorf Öd wird im Garten von Adam Möschl, dem scheidenden Moderator einer Schlagersendung und seiner Frau Dietlinde ein Klapperstorch aufgestellt. Allerdings erwartet sie kein Kind. Möglicherweise bedeutet der Klapperstorch, dass Adam eine Affäre hat und diese ein Kind von Adam erwartet. Nachdem es nicht das erste Mal war, dass ein Storch aufgestellt wurde, setzt Dietlinde Adam vor die Tür. Er zieht daraufhin in seinen Wohnwagen und stellt diesen bei der Schottergrube ab. Gegenüber Liesl behauptet Adam, unter erektiler Dysfunktion zu leiden und als Vater nicht in Frage zu kommen.
Drei Tage später wird eine verbrannte Leiche in Adams Wohnwagen in der Schottergrube gefunden. Nachdem es nach einem Unfall aussieht, gibt es für Postenkommandanten Magnus Tröger keinen Mordfall. Dietlinde dagegen ist davon überzeugt, dass Postbotin Liesl den Klapperstorch aufgestellt hat, weil die Aufnahmen von deren Überwachungskamera eine Person mit gelber Kleidung beim Aufstellen zeigt, und gibt ihr Schuld am Tod ihres Mannes. Auch Liesl glaubt nicht an einen Unfall und möchte ihre Unschuld beweisen.
Barbaras Noch-Ehemann führt auf Druck von Dietlinde eine Obduktion durch, durch die sich Postenkommandant Magnus Tröger in seiner Theorie bestätigt sieht. Barbara, die vor ihrer Scheidung steht, beginnt eine Affäre mit Magnus. Adam wollte John als seinen Nachfolger als Moderator der Schlagersendung beim Sender unterbringen. Nadine sollte sich für John einsetzen. Allerdings findet Liesl heraus, dass Adams frühere Sendung nunmehr nach Nadine benannt wurde. Mike behauptet, dass Adam auch sein Vater war und er somit auf ein Erbe hofft. Laut Mikes Mutter ist Adam allerdings nicht Mikes Vater.
Wirtin Rita gibt an, eine seit über 27 Jahren eine Affäre mit Adam gehabt zu haben. Seine Sendung habe er nicht freiwillig aufgegeben, Nadine ist die außereheliche Tochter von Adam. Laut Liesl hatte möglicherweise Rita den Klapperstorch im Garten der Möschls aufgestellt, weil sie nicht wollte, dass Adam mit seiner Frau nach seiner Pensionierung an die Algarve zieht. Liesl verdächtigt Nadine, Adam erpresst zu haben, sodass sie anstatt wie von Adam gewünscht ihr Halbbruder Adams Sendung erhalten hat. John gibt an, auf die Sendung verzichtet zu haben, weil er mehr auf Indie-Pop steht und nach dem Tod seines Vaters diesen nicht mehr dessen Wunsch erfüllen musste.
Susi ist von John schwanger, sie gesteht den Klapperstorch im Pullover von Liesl für John im Garten der Möschls aufgestellt zu haben. Der Anwalt der Möschls erwirkt eine Exhumierung der Leiche von Adam. Eine DNA-Analyse ergibt, dass Mike mit hoher Wahrscheinlichkeit der Sohn von Adam Möschl ist. Bei der verkohlten Leiche im Campingwagen handelte es sich allerdings nicht um Adam Möschl, sondern den früheren Postenkommandanten Michael Gahammer, Trögers Vorgänger. Unklar ist, wo Adam Möschl verblieben ist. Barbaras Ehemann Dr. Gapp wird von der Polizei verhaftet, weil er einen gefälschten Totenschein für Adam ausgestellt hatte. Mike wird wegen Beitragstäterschaft angezeigt.
Liesl erinnert sich, dass sie Walter vor einiger Zeit zu einem versperrten Tor gefolgt war. Gemeinsam mit Barbara kehrt sie dorthin zurück und trifft dort auf Walter, Adam und Rita sowie Dietlinde und Nadine. Adam gibt an, genug von Allem gehabt zu haben und er einfach nur weg wollte. Von Mike erfuhr er, dass Gahammer kurz zuvor im Altersheim verstorben war. Mike setzte den Campingwagen in Brand, gemeinsam rollten Mike und Adam diesen den Abhang in die Schottergrube hinunter. Walter wurde von Adam mit Lebensmitteln versorgt und für sein Schweigen gesondert bezahlt. Die frischgebackenen Eltern John und Susi, die ihre Tochter zu Ehren von Liesl als deren Beziehungshelferin Lieselotte taufen, eröffnen gemeinsam einen Bootsverleih und heiraten.

## Produktion und Hintergrund
Die Dreharbeiten fanden gemeinsam mit der ersten Folge Jugendsünden vom 18. Juni bis zum 16. August 2024 in Niederösterreich statt. Hauptdrehort für den fiktiven Ort Öd war Kirchberg am Wagram bei Tulln. In Klosterneuburg wurde am Martinsfriedhof sowie am Donaustrand beim Strombad Kritzendorf gedreht. Weitere Drehorte waren der Wienerwald, Gaaden bei Mödling, Gablitz, Poysdorf, Tulbing, Bad Pirawarth und Gerasdorf.
Produziert wurde der Film von der MR Film, als Produzenten fungierten Oliver Auspitz und Andreas Kamm, Catrin Strasser war ausführende Produzentin. Unterstützt wurde die Produktion von FISAplus, dem Fernsehfonds Austria, Film in Austria (ABA) sowie dem Land Niederösterreich. Die Kamera führte Fabian Meller, die Montage verantwortete Britta Nahler. Das Kostümbild gestaltete Anna Zeitlhuber und die Maske Désirée Schober und Isabella Gajcic. Die Kostüme stammten vom Kostümverleih Lambert Hofer.
Auf ServusTV wurde der Film am 28. Dezember 2024 erstmals ausgestrahlt.